# Cineon
Cineon（シネオン）は、映画製作のデジタル・インターミディエイトのためにKodakが設計した初のコンピュータシステムである。スキャナー、テープドライブ、ワークステーション、デジタル合成ソフトウェア、フィルムレコーダーが含まれていた。このシステムは1993年に発表され、1997年までに販売終了した。映画芸術科学アカデミーの科学技術賞を受賞。
合成ソフトウェアはもはや販売されていないが、画像を保存するファイルフォーマットは存在し続けており、VFX業界では一般的に利用されている。

## 歴史
1993年、『白雪姫』が、全編をスキャンして調整、フィルムにレコーディングした最初の映画となった。
保存計画は4Kサイズ、10bitカラーで行われ、Cineonシステムを使用してフィルムの汚れや傷をデジタルで修復した。
日本では1994年の『ノストラダムス戦慄の啓示』で初めてCineonが使用された。